# Lankoué (département)
Lankoué (parfois écrit Lankoé, Lankoe ou Lankoue) est un département et une commune rurale de la province de Sourou, situé dans la région de la Boucle du Mouhoun au Burkina Faso. Il compte en 2006, 16 141 habitants.

## Villages
Le département et la commune rurale de Lankoué comprend huit villages, dont le chef-lieu (données de population du recensement de 2006) :
- Gourbala (1 713 habitants)
- Gourbassa (1 263 habitants)
- Komyargo (1 260 habitants)
- Lankoué (5 351 habitants, chef-lieu)
- Ouori (1 647 habitants)
- Rassouly (2 724 habitants)
- Tourouba (2 183 habitants)